# Финёвка
Финёвка — река в России, протекает по Куньинскому району Псковской области. Устье реки находится в 13 км по левому берегу реки Лусня. Длина реки составляет 14 км.
Система водного объекта: Лусня → Кунья → Ловать → Волхов → Нева → Балтийское море.
У истока река протекает по территории Слепневской волости. Здесь по берегам реки стоят деревни Колотовка, Харитоново, Волково. Дальше река протекает по окраинам посёлка Кунья — административного центра Куньинского района. Ниже река течёт по территории Боталовской волости, где протекает через деревню Обжино. Высота устья — 124,3 м над уровнем моря.

## Данные водного реестра
По данным государственного водного реестра России относится к Балтийскому бассейновому округу, водохозяйственный участок реки — Ловать и Пола, речной подбассейн реки — Волхов. Относится к речному бассейну реки Нева (включая бассейны рек Онежского и Ладожского озера).
Код объекта в государственном водном реестре — 01040200312102000023230.